# Knotshoutkevers
De knotshoutkevers (Bothrideridae) zijn een familie van kevers (Coleoptera) in de onderorde van de Polyphaga.

## In Nederland waargenomen soorten
- Genus: Anommatus
  - Anommatus duodecimstriatus
  - Anommatus reitteri
- Genus: Oxylaemus
  - Oxylaemus cylindricus
  - Oxylaemus variolosus
- Genus: Teredus
  - Teredus cylindricus